# كوليت بيسون
كوليت بيسون (بالفرنسية: Colette Besson )‏ (و. 1946 – 2005 م) هي عدائة المسافات المتوسطة، وعداءة سريعة، ومنافسة ألعاب القوى فرنسية، شاركت في الألعاب الأولمبية الصيفية 1968، توفيت عن عمر يناهز 59 عاماً، بسبب سرطان الرئة.

## جوائز
حصلت على جوائز منها:
- نيشان جوقة الشرف من رتبة ضابط.

## روابط خارجية
- كوليت بيسون على موقع الاتحاد الدولي لألعاب القوى (الإنجليزية)
- كوليت بيسون على موقع الاتحاد الفرنسي لألعاب القوى (الفرنسية)
- كوليت بيسون على موقع اللجنة الأولمبية الدولية (الإنجليزية)
- كوليت بيسون على موقع أوليمبيديا (الإنجليزية)